# 122-й истребительный авиационный полк
122-й истребительный авиационный Будапештский ордена Суворова полк (122-й иап) — воинская часть Военно-воздушных сил (ВВС) Вооружённых Сил РККА, принимавшая участие в боевых действиях Великой Отечественной войны.

## Наименования полка

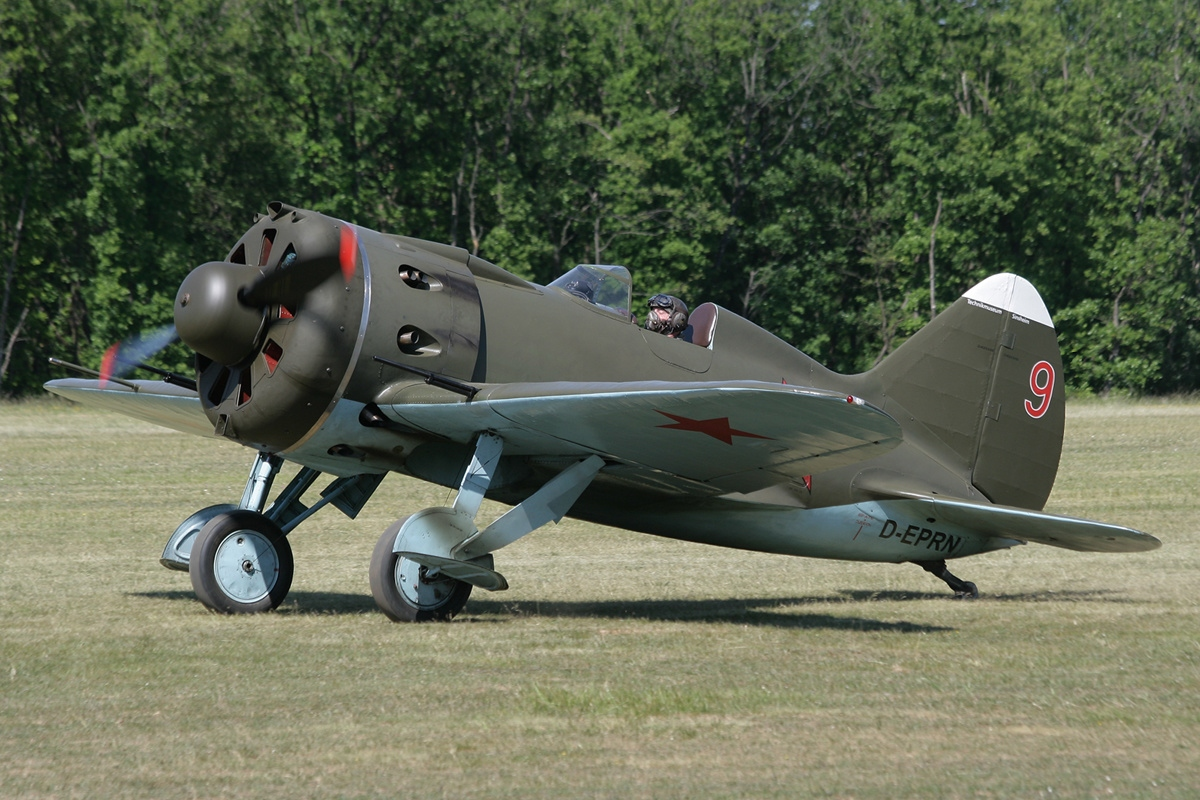
И-16

За весь период своего существования полк несколько раз менял своё наименование:
- 122-й истребительный авиационный полк;
- 122-й истребительный авиационный Будапештский полк;
- 122-й истребительный авиационный Будапештский ордена Суворова полк;
- 1-й учебно-тренировочный авиационный Будапештский ордена Суворова полк;
- Полевая почта 64298

## Создание полка
122-й истребительный авиационный полк сформирован в период с 10 марта по 31 мая 1940 года в Белорусском Особом военном округе на аэродроме г. Бобруйск на основе 4-го, 35-го и 68-го истребительных авиационных полков 56-й истребительной авиационной бригады (4 эскадрильи по 15 И-16). Вошёл в состав 42-й истребительной авиационной бригады ВВС Белорусского Особого военного округа.
В конце декабря 1942 года полк был представлен к присвоению звания гвардейского.

## Переформирование полка
122-й истребительный авиационный Будапештский ордена Суворова полк 1 июня 1948 года переформирован в 1-й учебно-тренировочный авиационный Будапештский ордена Суворова полк 2-го Учебно-тренировочного центра 13-й воздушной армии Ленинградского военного округа

## Расформирование полка
1-й учебно-тренировочный авиационный Будапештский ордена Суворова полк 15 июля 1951 года расформирован вместе со 2-м УТЦ ВВС Ленинградского военного округа. Личный состав бывшего 1-го утап убыл в распоряжение 4-го УТЦ ВВС в Саратовскую область

## В действующей армии
В составе действующей армии:

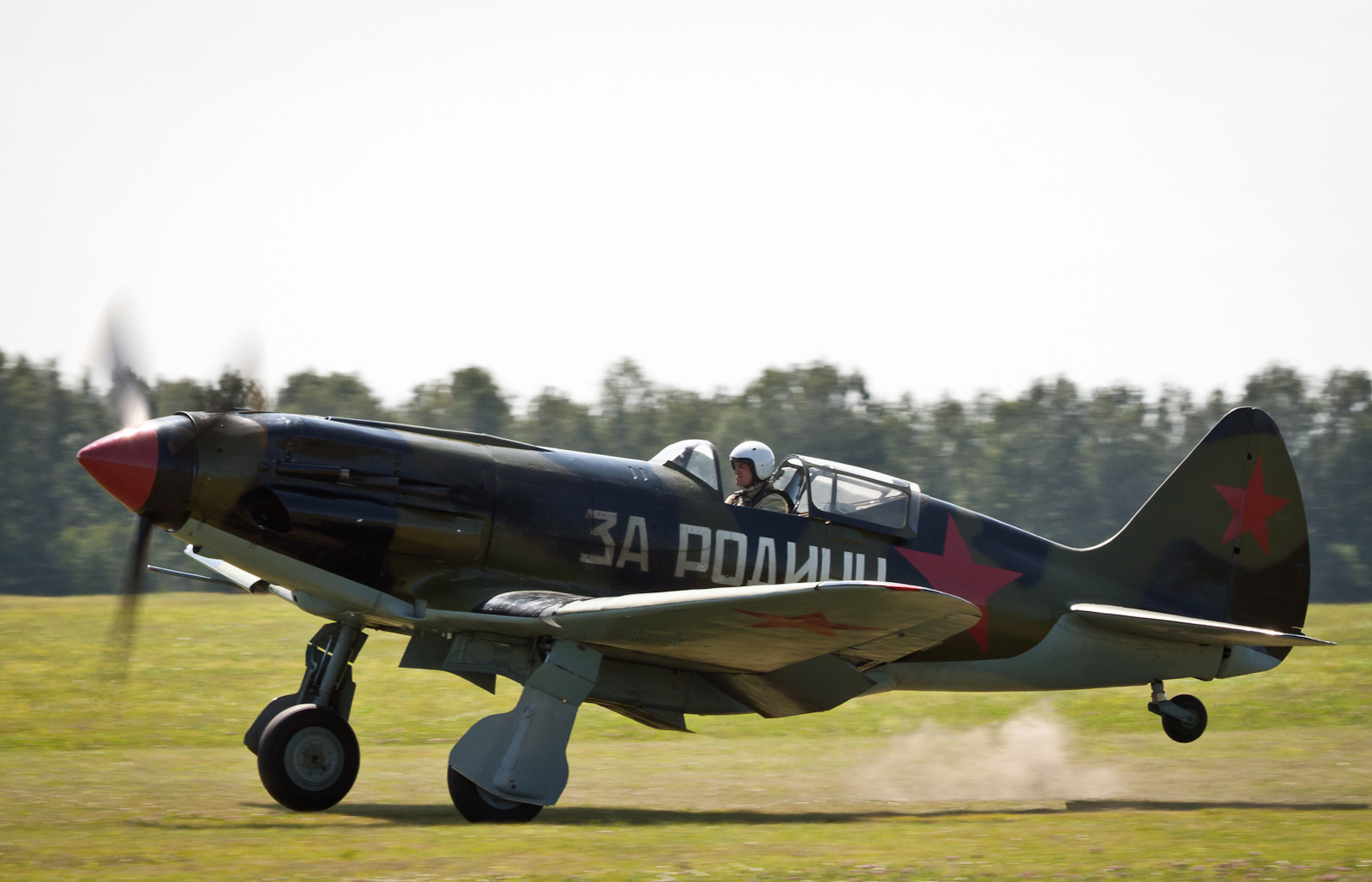
Самолёт МиГ-3

- с 22 июня 1941 года по 25 июня 1941 года
- с 23 июля 1941 года по 22 октября 1943 года
- с 13 февраля 1944 года по 11 мая 1945 года.

## Командиры полка
- полковник Татанашвили Евстафий Захарович[5] 13.07.1940 — 07.08.1940
- полковник Николаев Александр Павлович[6], 15.05.1941 — 20.08.1942
- майор Баяндин Георгий Михайлович[6], 20.08.1942 — 10.1942
- подполковник Черепанов Георгий Иванович[6], 11.1942 — 11.1943
- майор Леонович Аркадий Андреевич[6], 11.1943 — 04.1944
- майор, подполковник Росляков Николай Андреевич[6], 14.04.1944 — 04.11.1946

## В составе соединений и объединений
| Период        | Фронт (округ)                    | армия                | корпус                           | дивизия                                      | примечание |
| ------------- | -------------------------------- | -------------------- | -------------------------------- | -------------------------------------------- | --- |
| 10.03.1940 г. | Белорусский особый военный округ | ВВС округа           |                                  | 56-я истребительная авиационная бригада      | г. Бобруйск, И-16 |
| 31.05.1940 г. | Белорусский особый военный округ | ВВС округа           |                                  | 42-я истребительная авиационная бригада      | И-16 |
| 11.07.1940 г. | Западный особый военный округ    | ВВС округа           |                                  | 42-я истребительная авиационная бригада      | И-16 |
| 20.08.1940 г. | Западный особый военный округ    | ВВС округа           |                                  | 11-я смешанная авиационная дивизия           | И-16 |
| 22.06.1941 г. | Западный фронт                   | ВВС фронта           |                                  | 11-я смешанная авиационная дивизия           | И-16 |
| 26.06.1941 г. | Западный фронт                   | ВВС фронта           |                                  |                                              | выведен с фронта. Личный состав полка выехал в г. Рязань для переучивания на МиГ-3                                          |
| 28.06.1941 г. | Московский военный округ         | ВВС округа           |                                  | 1-я Высшая школа штурманов ВВС КА            | переформирован, МиГ-3 |
| 23.07.1941 г. | Резервный фронт                  | ВВС фронта           |                                  | 12-я смешанная авиационная дивизия           | МиГ-3 |
| 24.08.1941 г. | Резервный фронт                  | ВВС фронта           |                                  | 12-я смешанная авиационная дивизия           | передал одну аэ в 127-й иап и вновь убыл в 1-ю ВШШ на доукомплектование                                                     |
| 25.08.1941 г. | Московский военный округ         | ВВС округа           |                                  | 1-я Высшая школа штурманов ВВС КА            | переформирован, выполнял боевую задачу по прикрытию ж/д узла Рязань—Коломна, МиГ-3                                          |
| 21.10.1941 г. | Западный фронт                   | ВВС фронта           |                                  | 43-я смешанная авиационная дивизия           | МиГ-3 |
| 21.02.1942 г. | Западный фронт                   | ВВС фронта           |                                  |                                              | по расформировании 43-й сад передан в прямое подчинение штаба ВВС фронта, МиГ-3                                             |
| 15.05.1942 г. | Западный фронт                   | 1-я воздушная армия  |                                  | 201-я истребительная авиационная дивизия     | МиГ-3, доукомплектован Як-1                                                                                                 |
| 01.10.1942 г. | Западный фронт                   | 1-я воздушная армия  |                                  | 233-я штурмовая авиационная дивизия          | МиГ-3, Як-1, как полк сопровождения                                                                                         |
| 01.11.1942 г. | Западный фронт                   | 1-я воздушная армия  |                                  | 233-я штурмовая авиационная дивизия          | получил Як-1 и Як-7б от частей, убывающих в тыл, переформирован                                                             |
| 07.06.1943 г. | Западный фронт                   | 1-я воздушная армия  |                                  | 233-я штурмовая авиационная дивизия          | боевой работы не вёл из-за отсутствия матчасти, на аэродроме Кожухово занимался обучением и вводом в строй молодых лётчиков |
| 12.09.1943 г. | Западный фронт                   | 1-я воздушная армия  |                                  |                                              | боевой работы не вёл |
| 30.10.1943 г. | Приволжский военный округ        | ВВС округа           |                                  | 8-й запасной истребительный авиационный полк | Багай-Барановка Саратовской области, Як-1                                                                                   |
| 22.11.1943 г. | Резерв Ставки ВГК                | авиация резерва      |                                  | 331-я истребительная авиационная дивизия     | Воронеж, переформирован, пополнен Як-9                                                                                      |
| 13.02.1944 г. | 1-й Украинский фронт             | 2-я воздушная армия  | 5-й штурмовой авиационный корпус | 331-я истребительная авиационная дивизия     | Як-1, Як-9 |
| 17.09.1944 г. | 2-й Украинский фронт             | 5-я воздушная армия  | 5-й штурмовой авиационный корпус | 331-я истребительная авиационная дивизия     | Як-1, Як-9 |
| 09.05.1945 г. | 2-й Украинский фронт             | 5-я воздушная армия  | 5-й штурмовой авиационный корпус | 331-я истребительная авиационная дивизия     | Як-9 |
| 10.06.1945 г. | Одесский военный округ           | 5-я воздушная армия  | 5-й штурмовой авиационный корпус | 331-я истребительная авиационная дивизия     | Як-9 |
| 28.08.1945 г. | Львовский военный округ          | 14-я воздушная армия |                                  | 331-я истребительная авиационная дивизия     | Як-9, Черляны |
| 03.05.1946 г. | Прикарпатский военный округ      | 14-я воздушная армия |                                  | 331-я истребительная авиационная дивизия     | Як-9, Черляны |
| 14.04.1948 г. | Ленинградский военный округ      | 13-я воздушная армия |                                  |                                              | Як-9, с. Новоселицы Новгородской области                                                                                    |
| 01.06.1948 г. | Ленинградский военный округ      | 13-я воздушная армия |                                  |                                              | переформирован в 1-й утап                                                                                                   |
| 15.07.1951 г. | Ленинградский военный округ      | 13-я воздушная армия |                                  |                                              | расформирован |

## Участие в операциях и битвах
- Приграничные сражения — с 22 июня 1941 года по 26 июня 1941 года.
- Смоленское сражение — с 23 июля 1941 года по 24 августа 1941 года.
- Битва за Москву — с 21 октября 1941 года по 04 февраля 1942 года
- Ржевско-Вяземская операция — с 21 февраля 1942 года по 20 апреля 1942 года
- Погорело-Городищенская операция — с 30 июля 1942 года по 23 августа 1942 года.
- Ржевско-Сычёвская операция — с 30 июля 1942 года по 23 августа 1942 года.
- Контрудар войск Западного фронта в районе Сухиничи, Козельск — с 22 августа 1942 года по 29 августа 1942 года.
- Проскуровско-Черновицкая наступательная операция — с 4 марта 1944 года по 17 апреля 1944 года.
- Львовско-Сандомирская операция — с 13 июля 1944 года по 3 августа 1944 года.
- Белградская операция — с 28 сентября 1944 года по 20 октября 1944 года.
- Дебреценская операция — с 6 октября 1944 года по 28 октября 1944 года.
- Будапештская операция — с 29 октября 1944 года по 13 февраля 1945 года.
- Западно-Карпатская операция — с 12 января 1945 года по 18 февраля 1945 года.
- Балатонская оборонительная операция — с 6 марта 1945 года по 15 марта 1945 года.
- Венская наступательная операция — с 16 марта 1945 года по 15 апреля 1945 года.
- Братиславско-Брновская наступательная операция — с 25 марта 1945 года по 5 мая 1945 года.
- Пражская операция — с 6 мая 1945 года по 11 мая 1945 года.

## Первые известные воздушные победы полка
Первые известные воздушные победы полка в Отечественной войне одержаны 22 июня 1941 года: в групповых воздушных боях в районе города Гродно лётчики 122-го иап сбили 5 самолётов противника.
| Як-7УТ | Як-9УМ | Як-7 |

## Почётные наименования
122-му истребительному авиационному полку за отличие в боях за овладение городом Будапешт присвоено почётное наименование «Будапештский»

## Награды
122-й Будапештский истребительный авиационный полк за образцовое выполнение боевых заданий командования в боях с немецкими захватчиками при овладении городом Вена и проявленные при этом доблесть и мужество Указом Президиума Верховного Совета СССР от 17 мая 1945 года награждён орденом «Суворова III степени».

## Благодарности Верховного Главнокомандующего
Верховным Главнокомандующим полку в составе 331-й иад объявлены благодарности:
- за овладение городом Львов[8]
- за овладение городами Сату-Маре, Карей и освобождение Трансильвании[9]
- за овладение городом Зволен[10]
- за овладение Этергомом, Несмеем, Фельше-Галлой и Татой[11]
- за овладение городом Банска-Бистрица[12]
- за овладение Комарно и Нове-Замки[13]
- за овладение городами Малацки, Брук, Превидза, Бановце[14]
- за овладение городом Брно[15]
- за овладение городами Яромержице, Зноймо, Голлабрунн и Штоккерау[16]

## Отличившиеся воины
- Гугнин Николай Павлович, майор, штурман 122-го истребительного авиационного полка 331-й истребительной авиационной дивизии 5-го штурмового авиационного корпуса 5-й воздушной армии Указом Президиума Верховного Совета СССР 15 мая 1946 года удостоен звания Герой Советского Союза. Золотая Звезда № 9131

## Статистика боевых действий
Всего за годы Великой Отечественной войны полком:
| Выполнено боевых вылетов | Сбито самолётов в воздухе | Уничтожено самолётов всего |
| ------------------------ | ------------------------- | -------------------------- |
| 7730                     | 161                       | 164                        |

Свои потери:
| Потеряно самолётов, всего | Погибло лётчиков всего |
| ------------------------- | ---------------------- |
| 103                       | 51                     |